# Buchwałowszczyzna (Pelikszty)
Buchwałowszczyzna – dawny futor. Obecnie część Pelikszt na Białorusi, w obwodzie mińskim, w rejonie wołożyńskim, w sielsowiecie Raków.

## Historia
W czasach zaborów zaścianek w gminie Raków, w powiecie mińskim, w guberni mińskiej Imperium Rosyjskiego. W 1870 roku należał do dóbr Giniewicze.
W latach 1921–1945 futor leżał w Polsce, w województwie wileńskim, w powiecie stołpeckim, a od 1927 w powiecie mołodeckim, w gminie Raków.
W 1931 w 4 domach zamieszkiwało 17 osób.
Wierni należeli do parafii rzymskokatolickiej i prawosławnej w Rakowie. Miejscowość podlegała pod Sąd Grodzki w Rakowie i Okręgowy w Wilnie; właściwy urząd pocztowy mieścił się w Rakowie.